# Ali Lotfi
Aly Lotfi (tiếng Ả Rập: علي لطفي; sinh ngày 14 tháng 10 năm 1989) là một cầu thủ bóng đá người Ai Cập thi đấu ở vị trí thủ môn cho Al Ahly ở Giải bóng đá ngoại hạng Ai Cập.